# Senad Lulić
Senad Lulić (Mostar, 18 januari 1986) is een Bosnisch voetballer die zowel op de positie van linksback als op die van linkermiddenvelder wordt gebruikt. Hij verruilde in 2011 Young Boys voor SS Lazio. In 2008 debuteerde hij voor Bosnië-Herzegovina. Hij beschikt ook over een Zwitsers paspoort.

## Clubcarrière
Lulić werd geboren in Mostar en verhuisde als kind naar Zwitserland tijdens de Bosnische burgeroorlog. Hij brak door in de Zwitserse hoogste voetbalcompetitie. Hij speelde achtereenvolgens voor Chur 97, AC Bellinzona, Grasshopper Zürich en Young Boys. Op 16 juni 2011 tekende Lulić een vijfjarig contract bij het Italiaanse SS Lazio. De Bosniak maakte z'n debuut voor de Romeinen op 3 september 2011 tegen AC Milan. In juni 2012 werd hij verkozen tot beste voetballer van Bosnië-Herzegovina, voor topspelers als Edin Džeko en Miralem Pjanić. Op 26 mei 2013 scoorde hij het enige doelpunt in de finale van de Coppa Italia tegen stadsrivaal AS Roma. Daardoor mag Lazio ten voordele van AS Roma de Europa League in.

## Interlandcarrière
Lulić maakte op 1 juni 2008 zijn debuut voor Bosnië-Herzegovina, in een met 1–0 gewonnen oefeninterland tegen Azerbeidzjan. Zijn eerste interlanddoelpunt volgde op 7 juni 2013. Hij maakte toen het openingsdoelpunt i neen met 0–5 gewonnen kwalificatiewedstrijd voor het WK 2014 in en tegen Letland. Lulić maakte deel uit van de ploeg die zich op dinsdag 15 oktober 2013 plaatste voor het WK 2014 in Brazilië. Bosnië en Herzegovina won die dag in de afsluitende WK-kwalificatiewedstrijd met 1-0 van gastland Litouwen in Kaunas, waardoor de selectie van voormalig bondscoach Safet Sušić zich voor het eerst in de geschiedenis kwalificeerde voor een WK-eindronde. De enige treffer in die wedstrijd kwam in de 68ste minuut op naam van aanvaller Vedad Ibišević.

## Erelijst
| Coppa Italia | 2x | 2012/13, 2018/19 |
| Supercoppa   | 2x | 2017, 2019       |

2 Gigot ·
3 Pellegrini ·
4 Patric ·
5 Vecino ·
6 Rovella ·
7 Dele-Bashiru ·
8 Guendouzi ·
9 Pedro ·
10 Zaccagni  ·
11 Castellanos ·
13 Romagnoli ·
14 Noslin ·
18 Isaksen ·
19 Dia ·
20 Tchaouna ·
22 Castrovilli ·
23 Hysaj ·
26 Bašić ·
28 Anderson ·
29 Lazzari ·
30 Tavares ·
34 Gila ·
35 Mandas ·
77 Marušić ·
92 Akpa Akpro ·
94 Provedel ·
Coach: Baroni
1 Begović ·
2 Vršajević ·
3 Bičakčić ·
4 Spahić  ·
5 Kolašinac ·
6 Vranješ ·
7 Bešić ·
8 Pjanić ·
9 Ibišević ·
10 Misimović ·
11 Džeko ·
12 Fejzić ·
13 Mujdža ·
14 Hajrović ·
15 Šunjić ·
16 Lulić ·
17 Ibričić ·
18 Međunjanin ·
19 Višća ·
20 Hadžić ·
21 T. Sušić ·
22 Avdukić ·
23 Salihović ·
Coach: S. Sušić